# Save your dream
「save your dream」（セイヴ・ユア・ドリーム）は、華原朋美の5枚目のシングル。1996年10月2日にORUMOK RECORDSから発売された。

## 解説
- 自身が出演したLOTTEチョコレート「紗々」のCFイメージソング。シングルでは初のオリコン1位を獲得。華原のシングルでは4番目の売上でオリコンでは93万枚の記録だが、日本レコード協会の集計ではミリオンセラーに認定されている。
- この曲を歌っていた当時の華原は極端に痩せていて、体重30kg台であったと語っている。当時、自身が愛用していた“ホアキン・ベラオ”（スペインのブランド）のアクセサリーが華原効果で人気に火が点いた。
- 1996年8月にレコーディングされ、本人は「summer visit」に近い感じの楽しい雰囲気を意識したという[1]。小室は1枚目のアルバム『LOVE BRACE』を聴いたリスナーが違和感なく新鮮に聴けるような次のステージに進んだ楽曲制作を意識し、華原自身が好んでいたマライア・キャリーのような高音も取り入れている。
- PVとメイキングが収められたシングル・ビデオは、1996年10月23日に発売された。
- [Original Mix]を除いた、[Deep Dark Mix]と[Lotte Remix]の2ヴァージョンを収録した12インチのアナログ盤（非売品）が存在するが、万単位の高プレミアが付いている。

## 収録曲
1. save your dream [Original Mix]
2. save your dream [Deep Dark Mix]
3. save your dream [Lotte Remix]

Composed, Written & Arranged by Tetsuya Komuro
Mixed by Keith "KC" Cohen (#1)
Remixed by Gary Wright (#2 / #3)
Performed by Tomomi Kahala

## 収録アルバム・PV集
オリジナル・アルバム
- 「storytelling」（2ndアルバム）
  - save your dream [album mix]

ベスト・アルバム
- kahala compilation
  - save your dream [Original Mix]
- Best Selection
  - save your dream [Original Mix]
- Super Best Singles 〜10th Anniversary〜
  - save your dream [Original Mix]
- ALL TIME SINGLES BEST
  - save your dream [Original Mix]

PV集
- 「save your dream」（VHS)
  - save your dream [Original Mix]　＋メイキングインタビュー
- 「very best of MUSIC CLIPS」（DVD）
  - save your dream [Original Mix]
- ALL TIME SINGLES BEST（初回限定版DVD）
  - save your dream [Original Mix]

その他
- 「HOW TO MAKE TOMOMI KAHALA 華原朋美はいかにして華原朋美となり得たか」
  - ローソン予約限定で発売されたヒストリー・ビデオ